# クラフトパンチ
クラフトパンチとは、文房具の一種。紙などに星型やハート型などの特殊な形の穴を開けることができる器具のこと。

## 概要
書類を綴じる目的で決められた直径の丸型の穴を開けるパンチャー（穴あけパンチ）などと機構は同じである。しかしこちらは装飾目的で穴を開けるためその用途は全く異なる。
紙の工作において、穴などを「刳り貫く」という作業は難易度が高く面倒な作業の一つである。
- カッターナイフなどで切り抜く
- 紙を折り曲げ切り絵の要領で切り抜く

などの手法が用いられるが、小型であったり決まった形に切り抜いたりしなければならない場合はさらに難易度が上がり作業の時間も多くかかる。また、刃物を使用するため特に子どもが行う場合は注意が必要であった。
そのためさまざまな形状の穴を手軽に開けることのできるクラフトパンチは画期的であり、グリーティングカード製作やスクラップなどで使用されている。文房具店などで多種多様な商品が売られているのを見ることができる。
なお、紙を切り抜かずに凹凸を付けることで絵柄を表現するエンボスパンチと呼ばれるタイプもある。

## 利点
- 決まった形の穴を開けることができる。
- 素早く穴を開けることができる。
- 刃が手に触れにくい構造のため比較的安全。

## 欠点
- 決まった形にしか開けることが出来ない。特に大きさに関しては、市販されているクラフトパンチは1~3cm程度の穴を開けるものがほとんどであり、多様性に欠ける。
- 刃の形状が大型で複雑なため、厚い紙やビニールなどには穴を開けることが出来ない。
- 刃の形状が複雑なため、作業中に引っかかりやすい。
- 構造上、紙の端にしか穴を開けることが出来ない。